# بهشتی گمشده
بهشتی گمشده (انگلیسی: A Lost Paradise) یک کتاب از جونیچی واتانابه است که توسط کودانشا منتشر شد. این کتاب، بر اساس داستان زندگی سادا آبه به نگارش درآمده است.